# ابوبکر تبریزی
ابوبکر محمدبن محمد تبریزی فیلسوف مسلمان ایرانی‌، که احتمالاً در نیمه‌ٴ دوم سده‌ٴ سیزدهم میلادی برآمد. او شرحی به زبان عربی بر مقدمه‌ٴ بخش دوم دلالةالحائرین ابن میمون نوشت‌. ابن میمون در آن‌ فلسفه‌ٴ ارسطو را تحت ۲۵ گزاره خلاصه کرده‌، و براهین خود را در باب وجود، یگانگی‌، و عدم‌ جسمانیت خداوند بر آن اساس قرار داده است‌. شرح تبریزی به صورت دو ترجمه‌ٴ عبری در دست است‌، که یکی از این ترجمه‌ها در حدود ۱۳۴۷ میلادی توسط اسحاق‌بن ناتان قرطبی (یا شاطبی‌) صورت گرفته‌، ولی دیگری بی‌نام است‌. ترجمه‌ٴ عبری مورد استفاده‌ٴ موسی‌بن یوشع‌ ناربُنی که در نیمه‌ٴ دوم سده‌ٴ چهاردهم‌ میلادی می زیست و حَسَدی قرسقاس که در نیمه‌ٴ اول سده‌ٴ پانزدهم میلادی می زیست قرار گرفت‌.